# Natalia Wörner
Natalia Wörner (Stuttgart, 1967. szeptember 7. –) német színésznő.

## Élete
1987 és 1988 között a New York-i Actors Studióban tanult.
Robert Seeliger 2004 és 2006 között Wörner élettársa majd 2008-ig házastársa volt. Egy közös fiuk van.
Heiko Maas a mostani  élettársa.

## Filmográfia
- 1992: Glück 1
- 1992: Thea und Nat
- 1994: Leni
- 1994: Die Maschine
- 1994: Frauen sind was Wunderbares
- 1994: Die Sieger
- 1995: Der Elefant vergisst nie (Kurzfilm)
- 1995: Unter Druck (TV-film)
- 1995: Um die 30 (televíziós sorozat)
- 1995: Kinder der Nacht (TV-film)
- 1996: Irren ist männlich
- 1996: Tetthely (Tatort, Perfect Mind – Im Labyrinth epizód)
- 1997: Spiel um dein Leben (TV-film)
- 1998: Der Rosenmörder (TV-film)
- 1998: Zur Zeit zu zweit (TV-film)
- 1998: Der Laden (Miniserie)
- 1998: Mammamia (TV-film)
- 1998: Der Handymörder (TV-film)
- 1999: Zum Sterben schön (TV-film)
- 1999: Der Feuerteufel – Flammen des Todes (TV-film)
- 1999: Tetthely (Tatort, Martinsfeuer epizód)
- 1999: Das Tal der Schatten
- 2000: Bella Block Blinde Liebe epizód
- 2000: Frauen lügen besser (TV-film)
- 2001: Klassentreffen – Mordfall unter Freunden (TV-film)
- 2001: Suck My Dick
- 2001: Verbotene Küsse (TV-film)
- 2002: Der Seerosenteich (Miniserie)
- 2002: Liebe unter Verdacht (TV-film)
- 2003: Wenn Weihnachten wahr wird (TV-film)
- 2003: Liebe und Verlangen
- 2004: Experiment Bootcamp (TV-film)
- 2004: Für immer im Herzen (TV-film)
- 2005: Miss Texas (TV-film)
- 2005: Das Geheimnis des Roten Hauses (TV-film)
- 2006: 20 Nächte und ein Regentag
- 2006: Die Sturmflut (TV-film)
- 2006: Der beste Lehrer der Welt (TV-film)
- 2006 óta: Unter anderen Umständen (televíziós sorozat)'[14]
- 2007: Durch Himmel und Hölle (TV-film)
- 2008: Die Lüge (TV-film)
- 2009: Mein Mann, seine Geliebte und ich (TV-film)
- 2009: Rosamunde Pilcher – Vier Jahreszeiten (4 részes, két epizód)
- 2010: A katedrális (The Pillars of the Earth,)
- 2011: Cinderella – Ein Liebesmärchen in Rom (Cenerentola, TV-film)
- 2012: Das Kindermädchen (TV-film)
- 2012: Rosamunde Pilcher – Die andere Frau (két részes)
- 2012: Die Kirche bleibt im Dorf
- 2012: Tetthely (Tatort,  Tote Erde epizód)
- 2014: Kückückskind
- 2014: Die Mutter des Mörders
- 2014: Götz von Berlichingen (TV-film)
- 2015: Täterätää – Die Kirche bleibt im Dorf 2
- 2015: Tannbach – Schicksal eines Dorfes
- 2016: Böser Wolf – Ein Taunuskrimi (két részes)
- 2016: Der gute Göring
- 2016 óta: Die Diplomatin[15]
- 2017: Mata Hari – Tanz mit dem Tod
- 2017: Berlin Station (televíziós sorozat)

## Fordítás
- Ez a szócikk részben vagy egészben  a   Natalia Wörner című német Wikipédia-szócikk fordításán alapul.  Az eredeti cikk szerkesztőit annak laptörténete sorolja fel. Ez a jelzés csupán a megfogalmazás eredetét és a szerzői jogokat jelzi, nem szolgál a cikkben szereplő információk forrásmegjelöléseként.